# كريثيديا دو دوفين 2009
كريثيديا دو دوفين 2009 (بالإنجليزية: 2009 Critérium du Dauphiné Libéré)‏ هو سباق دراجات هوائية أقيم بتاريخ 7–14 يونيو، تكون السباق من 8 مراحل وامتدّ لمسافة 1030 كم بسرعة 38.79 كم/س، استغرق السباق 26 ساعة 33 دقيقة 15 ثانية. فاز به الإسباني أليخاندرو بالبيردي وحلّ ثانيا الأسترالي كاديل إفانز بينما حصل على المركز الثالث الإسباني ألبيرتو كونتادور.

## الترتيب
| م                     | الدرّاج             | البلد    | الزمن                     |
| --------------------- | ------------------ | -------- | ------------------------- |
| الفائز بالترتيب العام | أليخاندرو بالبيردي | إسبانيا  | 26 ساعة 33 دقيقة 15 ثانية |
| الثاني                | كاديل إفانز        | أستراليا |                           |
| الثالث                | ألبيرتو كونتادور   | إسبانيا  |                           |
| حسب النقاط            | كاديل إفانز        | أستراليا | -                         |
| التسلق                | بيريك فيدريجو      | فرنسا    | -                         |